# Église Saint-Jacques de Gabillou
Pour les articles homonymes, voir Église Saint-Jacques et Gabillou (homonymie).
L'église Saint-Jacques est une église catholique située à Gabillou, dans le département français de la Dordogne, en région Nouvelle-Aquitaine.

## Généralités
L'église Saint-Jacques est située dans l'est du département français de la Dordogne, en Périgord central, dans le bourg de Gabillou.
Elle a été placée sous le patronage de Jacques le Majeur

## Histoire

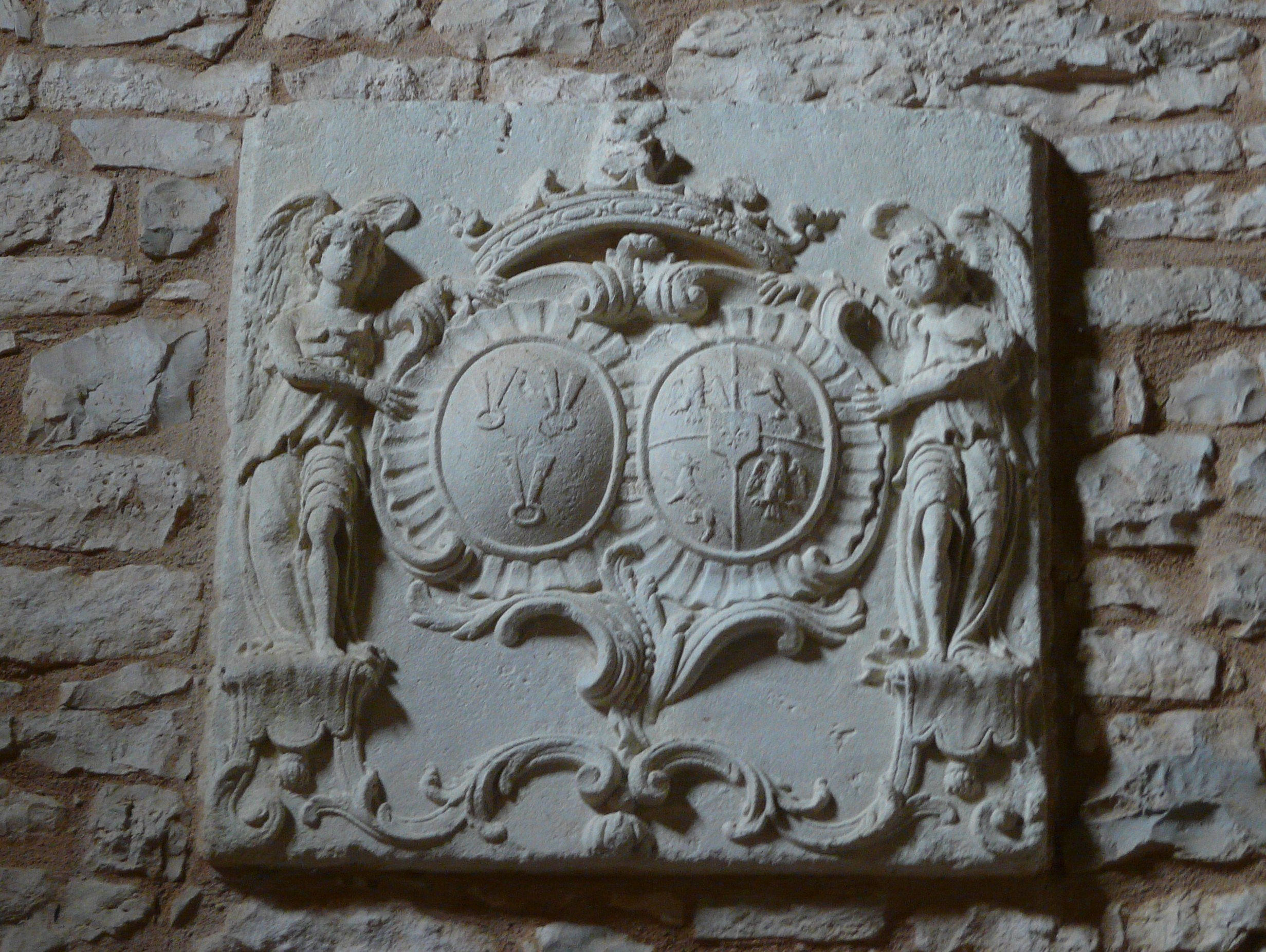
Blasons accolés du mariage du 11 juin 1733.

L'édifice date de la fin du XIIe siècle. À la même époque, Gabillou devient une paroisse, aux dépens de celle de Brouchaud.
Dans la chapelle sud, deux blasons accolés sont le témoignage des mariages des nobles locaux en cette église : en date du 30 avril 1693, Antoine d'Hautefort-Pompadour, seigneur de Vaudre, a épousé Jeanne d'Hautefort-Marqueyssac, et le 11 juin 1733, Jean Louis d'Hautefort, comte de Vaudre, marquis de Bruzac et de Boutteville, baron de Marqueyssac, seigneur de La Razoire, Marche, Saint Jory, Monbayol et Gabillou, a épousé Anne-Marie de La Baume-Forsac.
Au XIXe siècle, l'église est restaurée, ses deux chapelles sont reconstruites et sa toiture est recouverte en ardoises. Une nouvelle chaire en bois est installée.
Précédemment situé à côté de l'église, le cimetière est déplacé à l'ouest, en dehors du bourg en 1923.

## Architecture
Comme de nombreuses églises catholiques, l'édifice est orienté est-ouest.
L'église initiale était recouverte de lauzes et le clocher disposait de trois baies campanaires.
Le clocher-mur actuel n'a plus que deux baies campanaires pourvues chacune d'une cloche.
À l'intérieur, la nef unique est accostée par deux chapelles latérales, au nord et au sud, juste avant le chœur, moins large que la nef, terminé par un chevet plat.

l'église de Gabillou
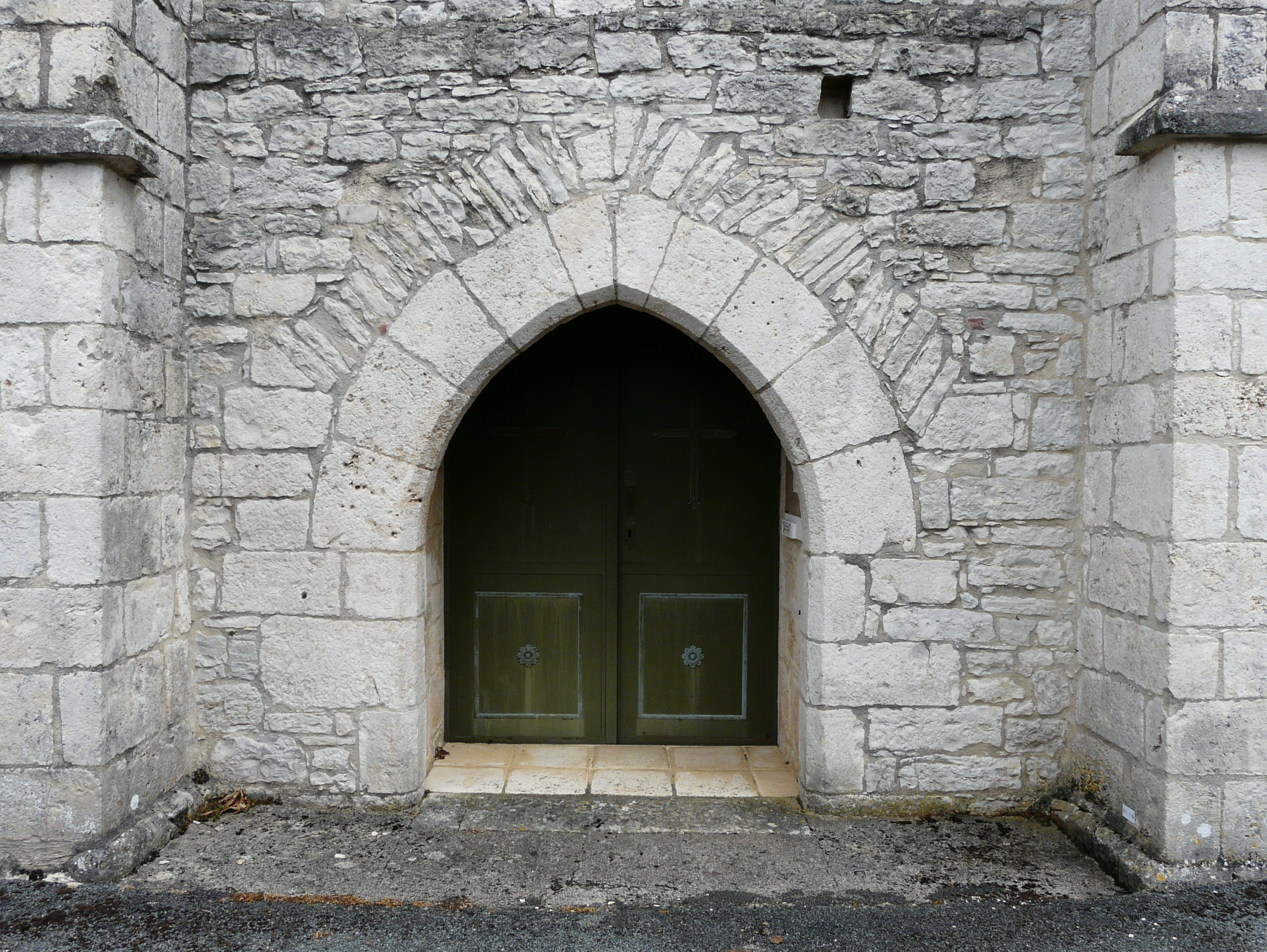
Le portail.
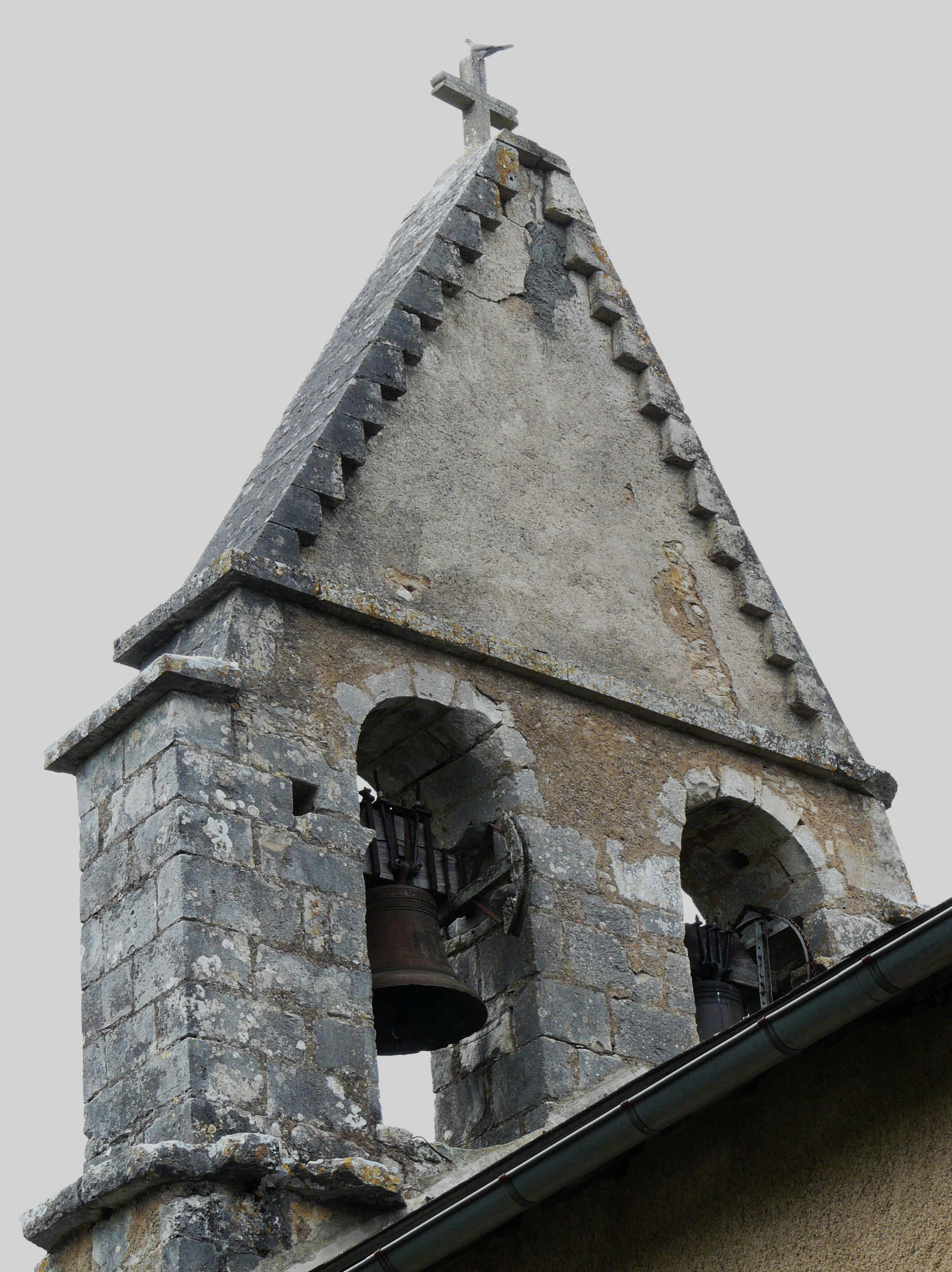
Le clocher-mur.
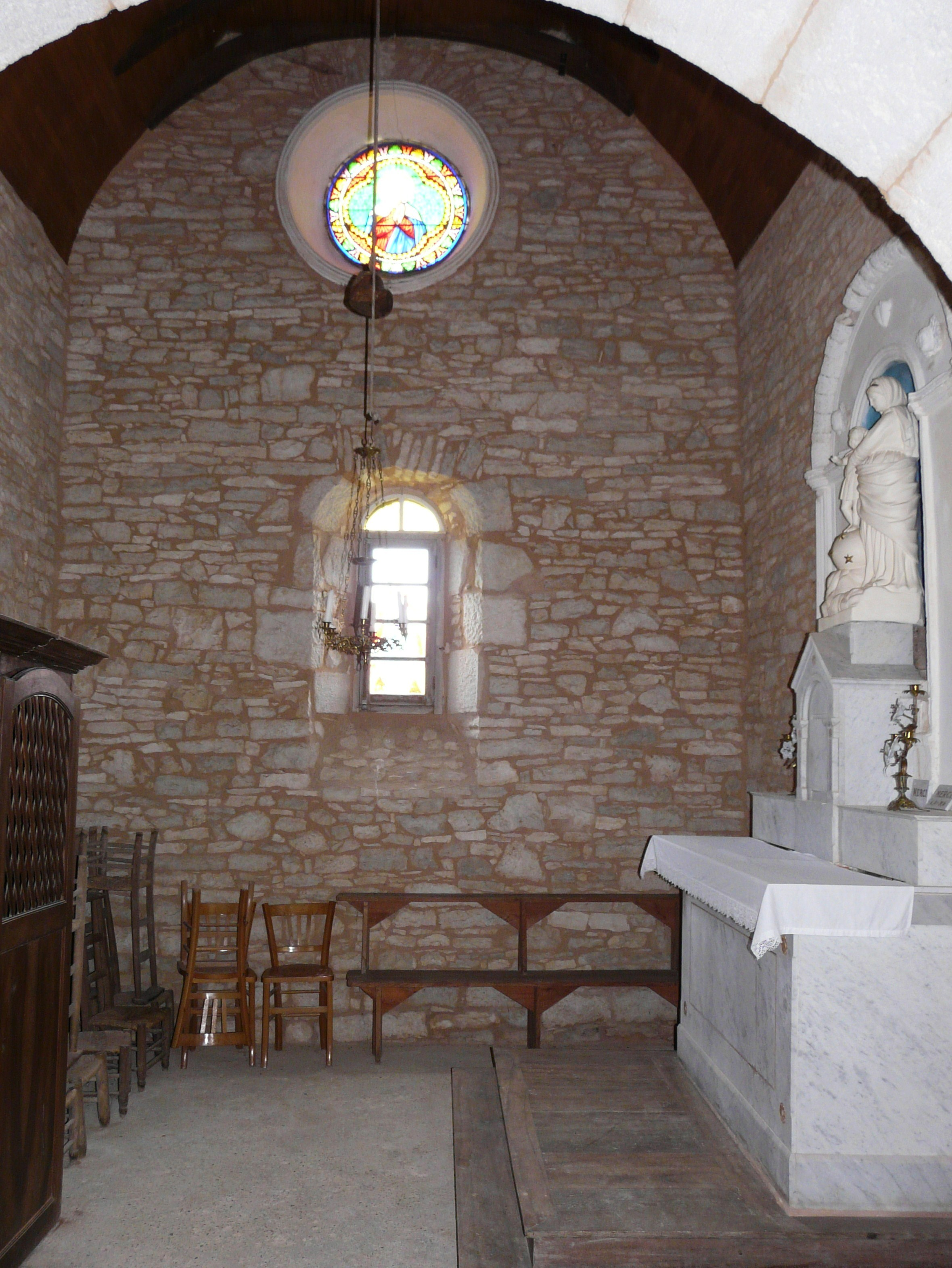
La chapelle nord.
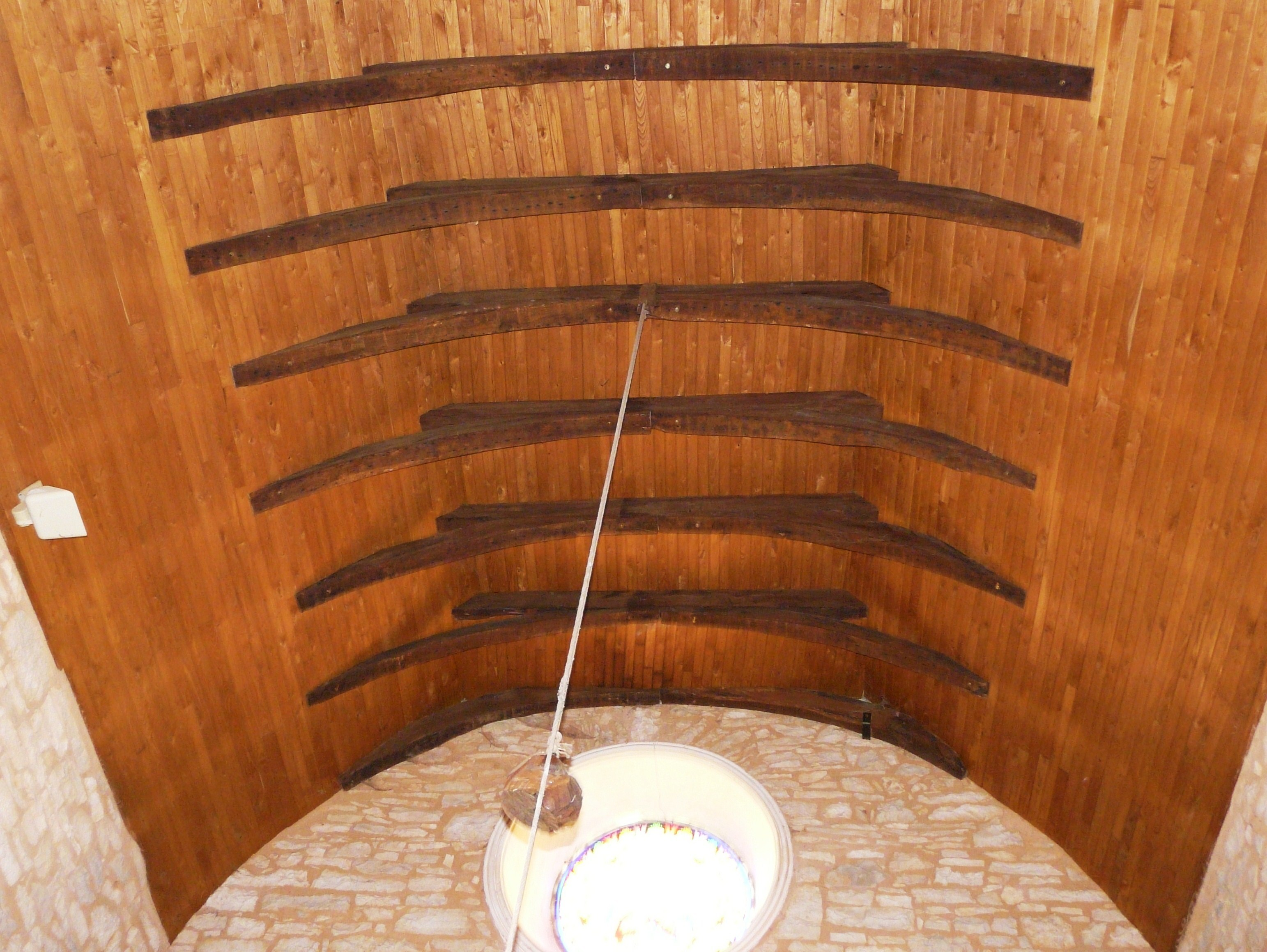
Le plafond de la chapelle nord.
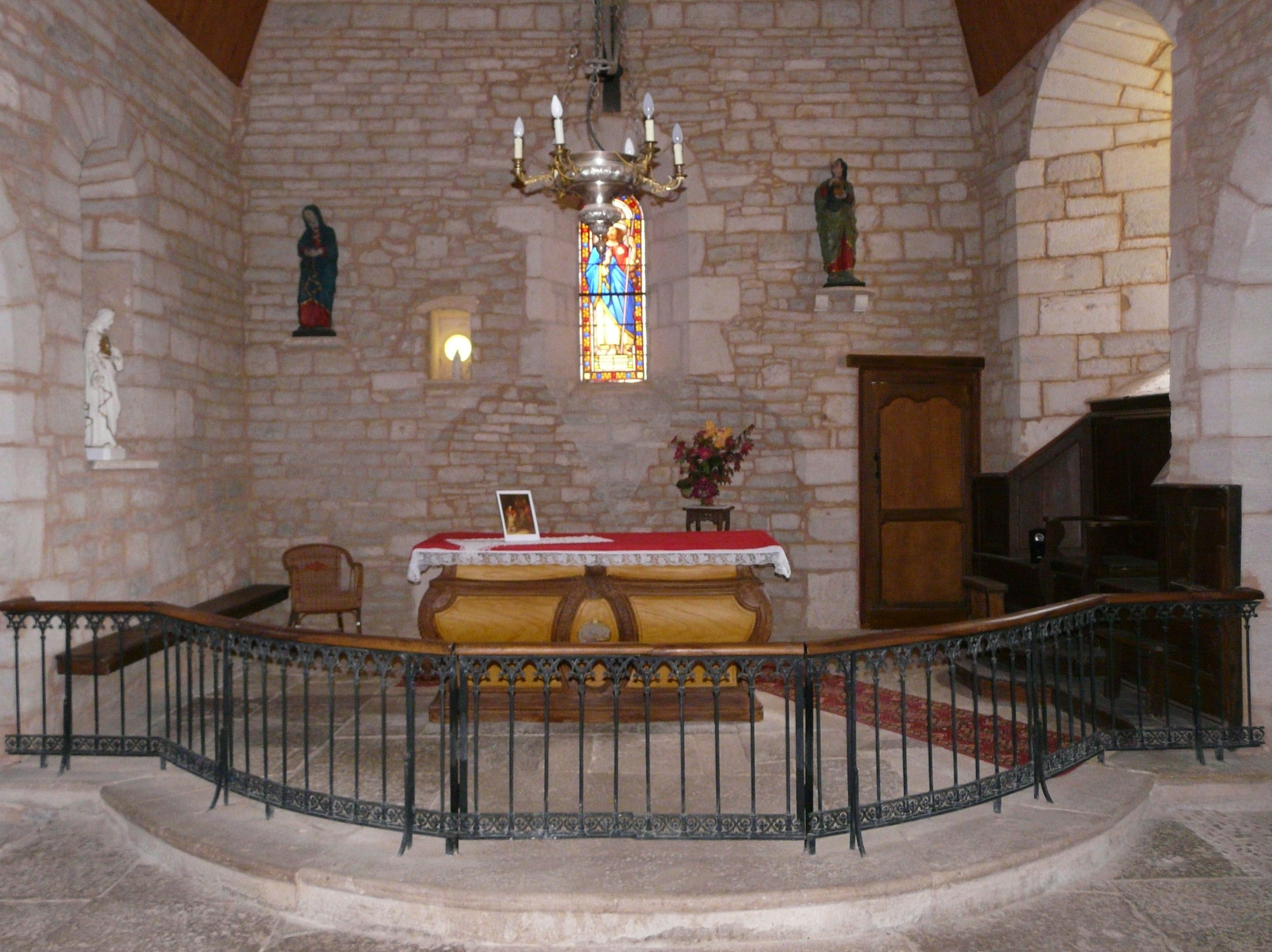
Le chœur.

## Mobilier
Les deux cloches datent de 1598 pour la plus grosse et de 1888 pour l'autre.
Jacques le Majeur, saint patron de l'église, est représenté en habit de pèlerin de Compostelle sur le vitrail du chœur. Parmi les autres vitraux figurent deux rosaces représentant sainte Marie et saint Joseph dans les chapelles, alors que dans la nef est représentée Jeanne d'Arc (vitrail offert par Napoléon Magne, député de la Dordogne).
Le mobilier de l'église comporte une cuve baptismale qui pourrait dater du XIIe siècle, un autel en marbre, don de la veuve du député Philippe Daussel, et deux statues du XVIIe siècle dans le chœur, ainsi qu'une chaire en bois remplaçant celle en pierre détruite après la Révolution.

le mobilier de l'église de Gabillou
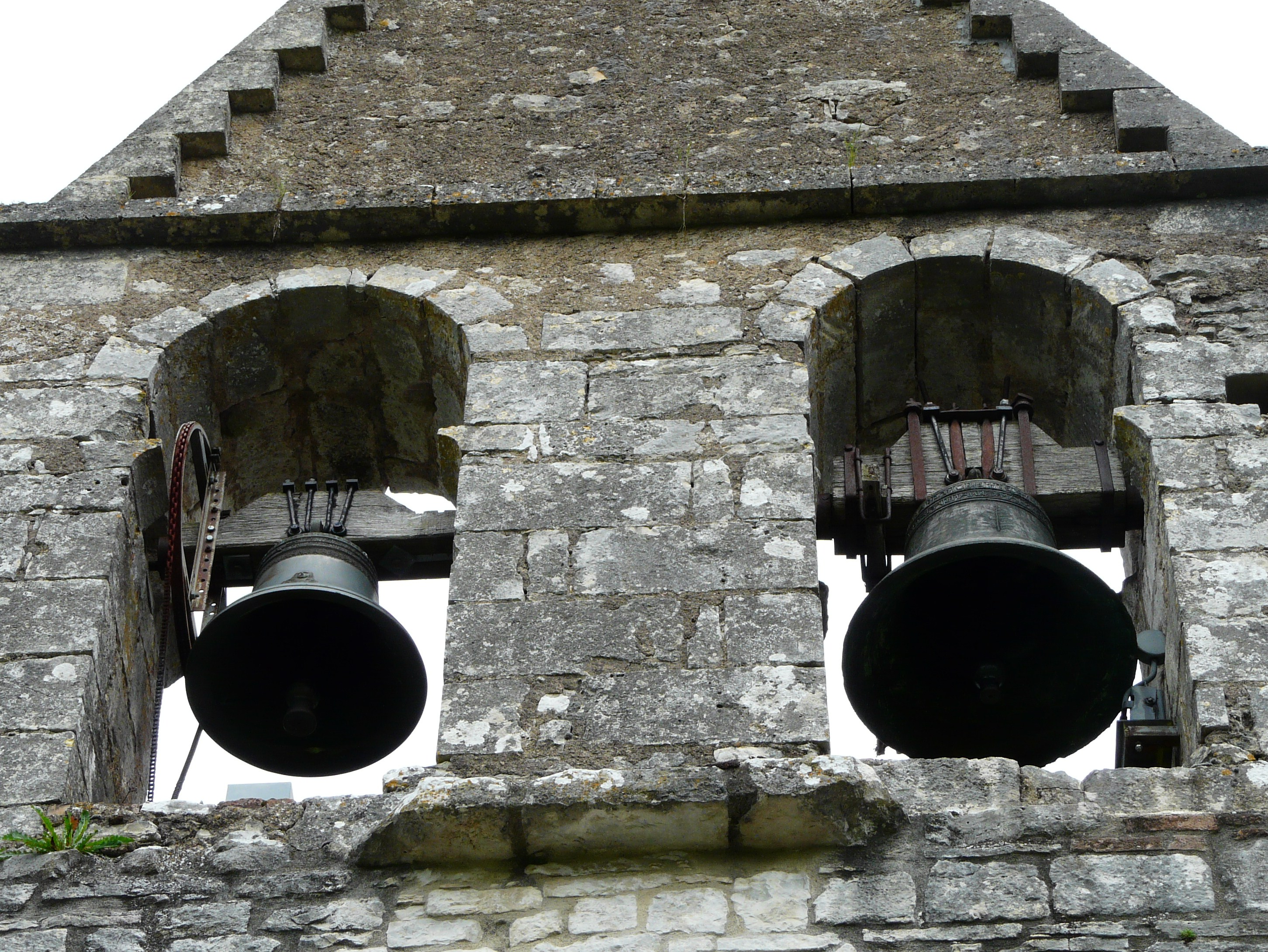
Les cloches.
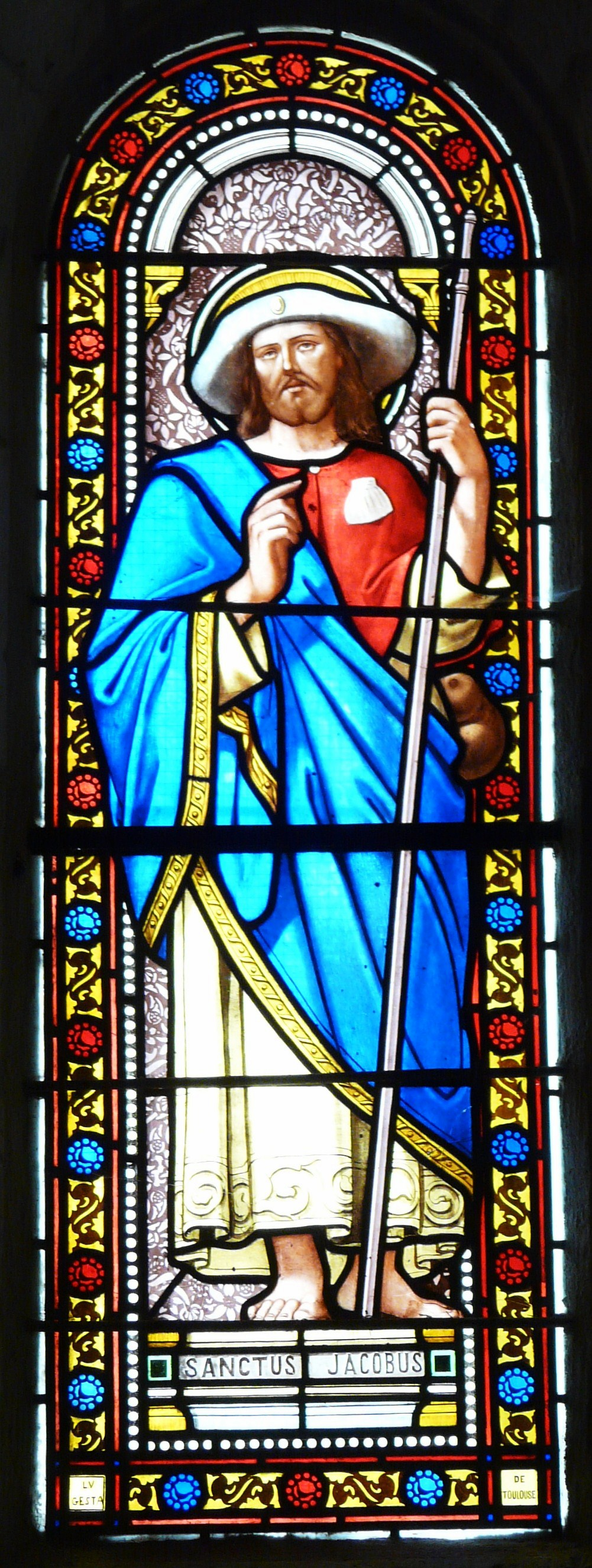
Vitrail représentant saint Jacques.
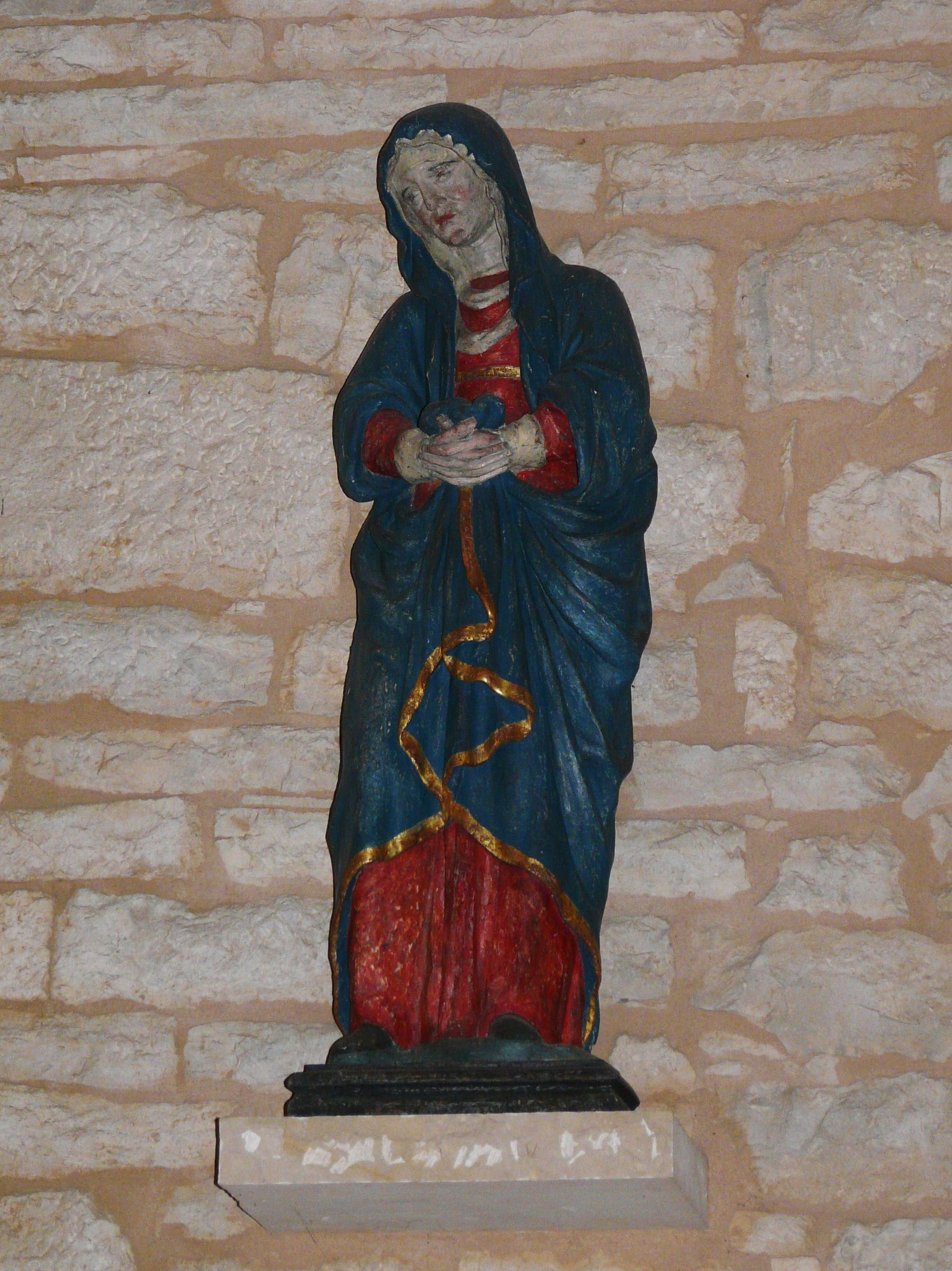
L'une des deux statues du chœur.
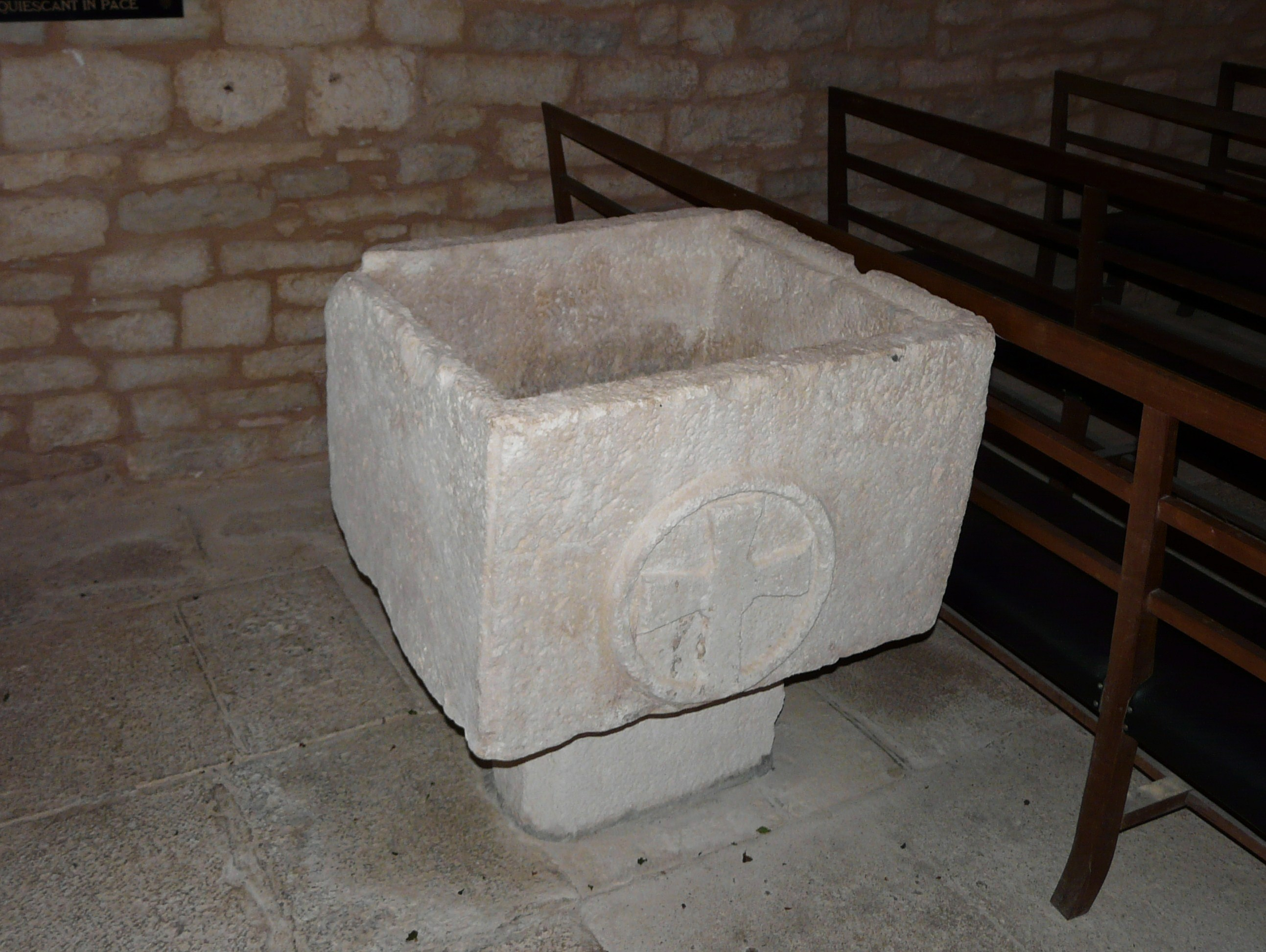
La cuve baptismale.
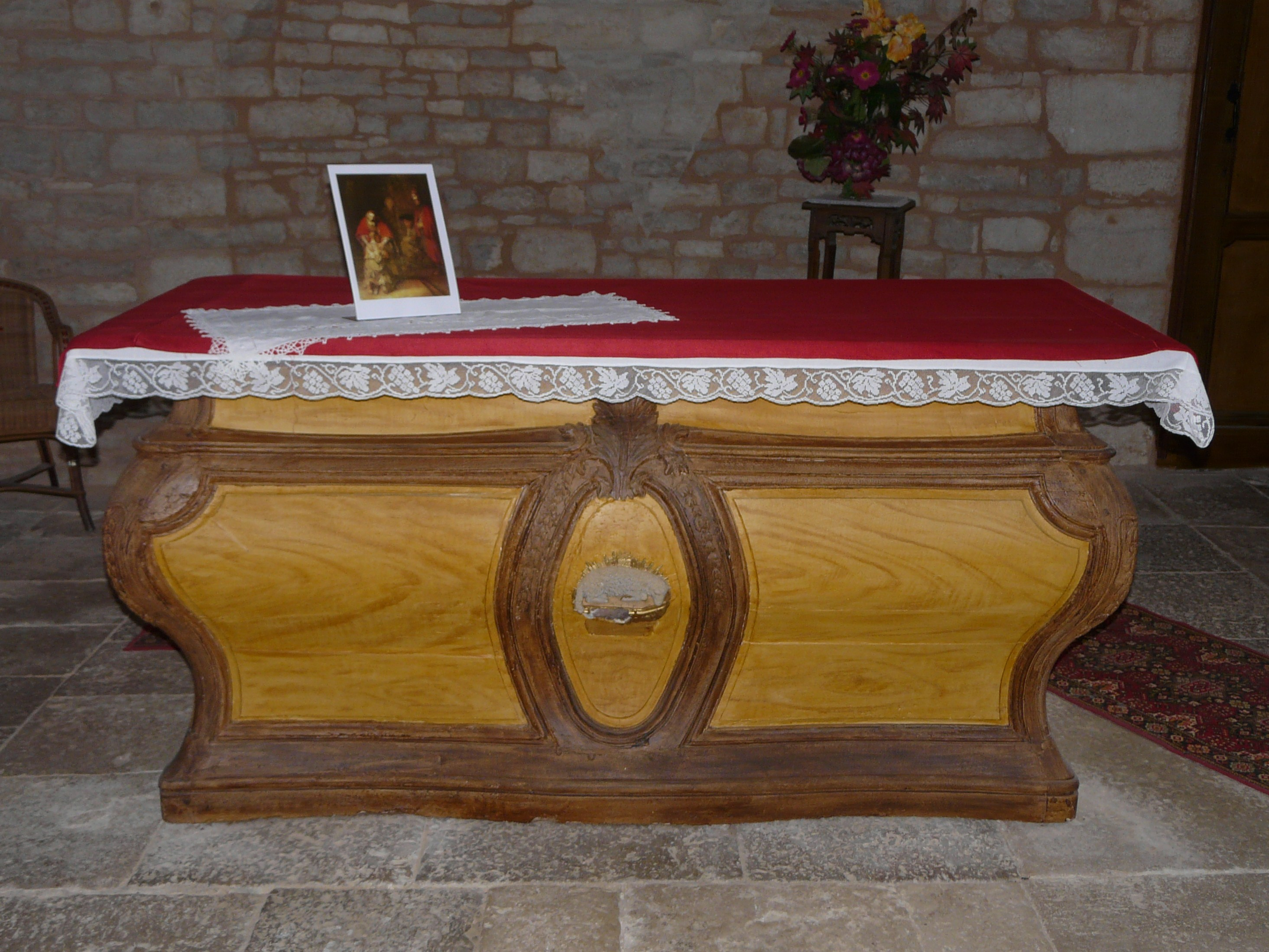
L'autel.
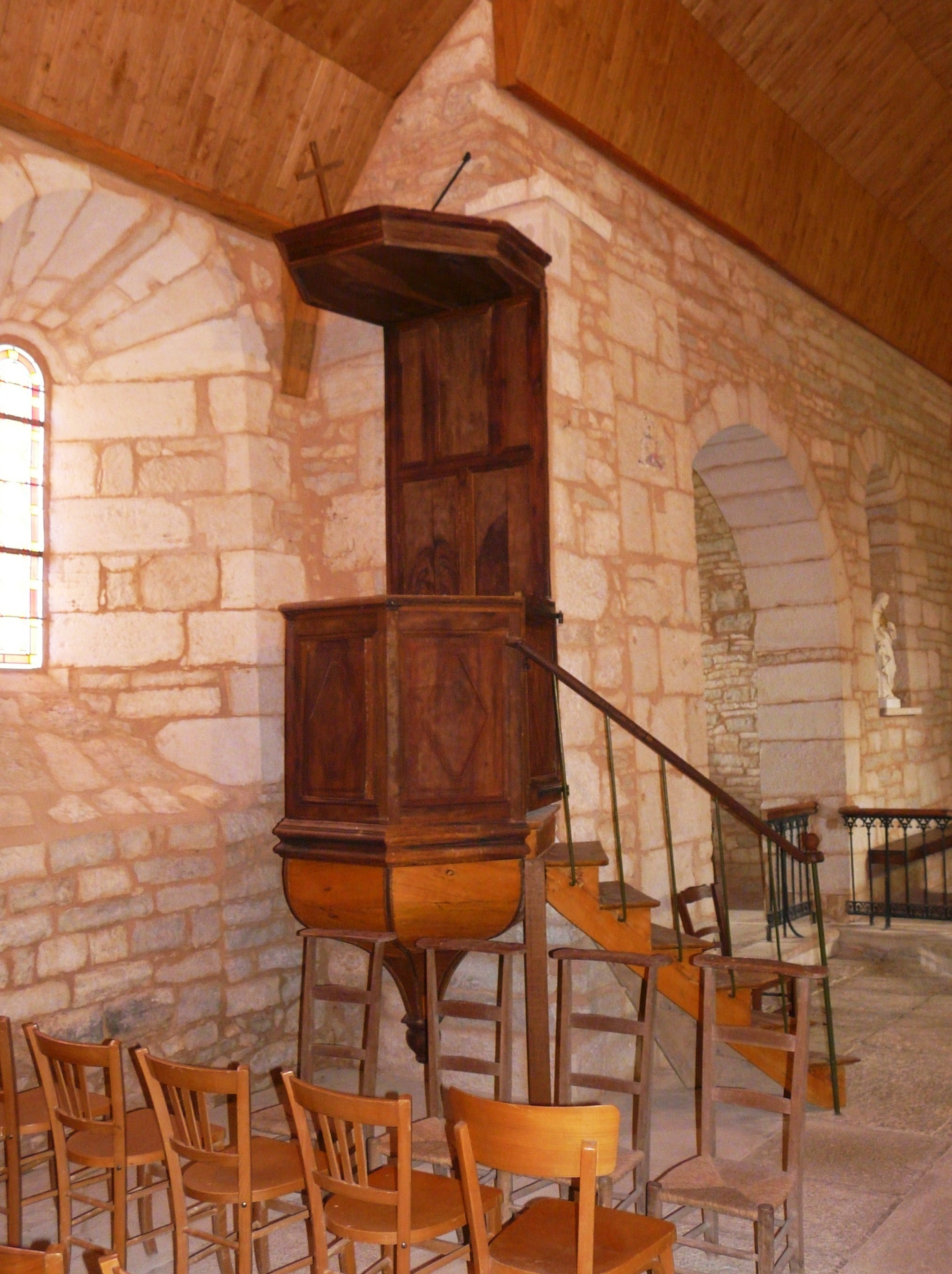
La chaire.